# اریک چرچ
کِنِث اریک چرچ (به انگلیسی: Kenneth Eric Church) در ۳ می ۱۹۹۷ (‎۱۳ اردیبهشت ۱۳۵۶) زاده شده و با نامِ حرفه‌اییِ «اریک چرچ» شناخته می‌شود که وی خواننده موسیقی کانتری است. وی از سال ۲۰۰۵ با کاپیتول ریکوردز قرار داد بست و پس از آن ۴ آلبوم را منتشر کرده‌است. ور کارش را با آلبومِ «گناه‌کارانی مثل من» ∗ آغاز کرد. چهار تک‌آهنگِ وی نیز به صدر ۲۰ آهنگِ برتر مجله بیلبورد در بخش کانتری راه یافت. دومین البومِ وی در سال ۲۰۰۹ با نامِ «کارولینا» را منتشر کرد. آخرین آلبومِ وی نیز با نامِ «خارجی‌ها» ∗ را در سال ۲۰۱۴ منتشر کرد. این آلبوم شاملِ سه تک‌آهنگِ جدید به نام‌هایِ «خارجی‌ها»، «زادگاهم را پس بده» ∗ (چهارمین آهنگ شماره‌ٔ یک چرچ در «ایرپلی») و «خُنَکِش»∗ بود.

## دوران کودکی
کِنِث اریک چرچ در گرانتی فالز، کارولینای شمالی در ۳ می ۱۹۷۷ (‎۱۳ اردیبهشت ۱۳۵۶) به دنیا آمد. در ۱۳ سالگی یک گیتار خرید و شروع به ترانه‌سرایی کرد. او بسیاری از آهنگ‌های جیمیف بافت را می‌خواند در بین آن‌ها نیز چندتایی از آهنگ‌هایی که خودش ساخته را کار می‌کرد. بیشتر اجراهایش را در بارها انجام می‌داد. گاهی نیز وارد مجادلاتی در صحنه می‌شد. برای چند سال بعدی نیز کار وی گروهش این بود که در رستوران‌ها و بارها اجرا کنند .
گروه «چرچ»، «پسرهای کوهستان» نام داشت و شامل همکلاسی، برادی و چندتا گیستاریست دیگر بود. پیش از ترک کارولینا وی از دبیرستان «ساوث کالدول» و سپس از دانشگاهِ ایالتیِ «آپالاچیان» فارغ‌التحصیل شده بود، پس از آن به نشویل، تنسی رفت.

## دوران حرفه‌ایی

### ۲۰۰۶-۲۰۰۷:گناهکاری مانند من
چرچ یک آهنگی را با تری کلارک به نامِ «دنیا به نوشیدنی نیاز دارد» نوشت. همچنین آهنگِ «بال‌های ویسکی» را بر روی البومِ دین میلر نوشت. چرچ کار با تهیه‌کنندگانِ مختلفی را آغاز کرد. «کاپیتول نشویل» به کار با وی علاقه نشان داد ولی آن‌ها برای بستن قرارداد متقاعد نشدند. اما پس اینکه چرچ با «جی جویس» همکاری کرد، نظرشان تغییر کرد و یکی از مدیران شرکت با وی ملاقات کرد و کاپیتول نشویل را برای همکاری متقاعد کرد. اولین آهنگِ وی «چطوری» در رده‌ٔ بهترین آهنگ‌ّای کانتری قرار گرفت. در ۱۶ آوریل ۲۰۰۶، وی برای اولین بار در گران اوله اوپرا اجرا کرد.دو تک آهنگِ دیگر وی نیز به صدر ۲۰ آهنگ برتر رسیدند:«دو خطِ صورتی»∗ و «آدمایی مثل من» ∗. آهنگ رعد و برق نیز با وجود آنکه منتشر نشده بود، ویدیو-آهنگی از آن ساخته و منتشر شد. چرچ ایده ساخت آن را از فیلم مسیر سبز گرفته بود. پس موفقیت کارهایش توانست تا با براد پیزلی و راسکال فلتز به اجرای برنامه بپردازد.

### ۲۰۰۸-۲۰۱۰:کارولینا
در سال ۲۰۰۸ اریک چرچ پنجمین آهنگش به نام «او پولکی بود (من از جنس عشق)» ∗ را منتشر کرد این آهنگ در ابتدا در رتبه‌ٔ ۵۵ «بیلبورد- بهترین آهنگ کانتری» بود در در انتهای سال به رتبه‌ٔ ۴۶ رسید.

### ۲۰۱۱-۲۰۱۳:رئیس
چرچ آهنگِ «هم محله‌ایی»∗ را در ابتدای ۲۰۱۱ منتشر کرد. آلبومِ «رئيس» ∗ را در ۲۶ ژوئیه ۲۰۱۱ (‎۴ مرداد ۱۳۹۰) منتشر کرد. این آلبوم در همان آغاز به رده‌ٔ یک بهترین آهنگ کانتری و برترین ۲۰۰تای بیلبورد دست یافت.این آلبوم در هفته‌ٔ ابتدایی ۱۴۵،۰۰۰ نسخه فروخت. در ۳۰ نوامبر ۲۰۱۱ (‎۹ آذر ۱۳۹۰) برای بهترین آهنگِ کانتری نامزد شد. در ژانویه تک‌آهنگِ «از دستانم بنوش» ∗. در فوریه ۲۰۱۲ (‎) آهنگِ «اسپرینگستین» به عنوان سومین آهنگ از البومِ «رئیس» منتشر شد. در مصاحبه‌ایی با مجله‌ٔ ترانه‌سرایان آمریکایی، چرچ گفت که:«این آهنگ درباره عشقی است که در یک آمفی‌تئاتر بین دونفر شکل گرفته.». این آهنگ نیز به بهترین آهنگ شماره‌ٔ یک کانتری و رده‌ٔ ۲۰تای اول بیلبورد دست یافت. چرچ در آهنگ مشترکی با «جیسون آلدین» و «لوک برایان»به نامِ «تنها راهی می‌شناسم» ∗ انجام داد. این آهنگ در آلبوم «قطارِ شبِ» جیسون آلدین منتشر شد. پنجمین تک‌آهنگ «رئیس» نیز به نام «مثل مسیح» ∗ را در ژانویه ۲۰۱۳ (‎دی ۱۳۹۱) منتشر کرد و به رتبه‌ٔ ششم در ایرپلی کانتری دست یافت.
در سپتامبر ۲۰۱۲ اریک چرچ، از اقدامش برای انتشار اولین آلبومِ زنده‌ٔ خود خبر داد. در ۸ فوریه البوم به نام «دستگیری در حین عمل» ∗ مزین و قرار شد تا در ۹ آوریل منتشر شود. چرچ اعلام کرد که در سال ۲۰۱۳ (‎) بیشتر بر روی سرودن آهنگ و کارهای موسیقی تمرکز خواهد کرد.  در «جوایز موسیقی کانتری» سال ۲۰۱۲، آلبومِ «رئیس» وی توانست جایزه‌ٔ بهترین آلبوم سال را از آن خود کند.

### ۲۰۱۳-تاکنون:بیگانه‌ها
در ۲۲ اکتبر ۲۰۱۳ (‎۳۰ مهر ۱۳۹۲) چرچ تک‌آهنگِ جدیدی به نامِ «خارجی‌ها» منتشر کرد. چهارمین آلبومِ استودوییِ «چرچ»، نیز «خارجی‌ها» نام گرفت. این آلبوم در ۱۱ فوریه ۲۰۱۴ (‎۲۲ بهمن ۱۳۹۲) منتشر شد. این آلبوم با پی‌آمدِ تک‌آهنگِ «زادگاهم را پس بده» همراه بود. این آهنگ نیز به رده‌ٔ اول کانتری ایرپلی دست یافت. وی در جوایزِ «تلیوزیون موسیقی کانتری» به اجرایِ مشترک با «ایزی هیل» پرداخت و آهنگ «این راک‌اندرول لعنتی»∗ است را اجرا کرد.

## نکات
* ∗ Sinners Like Me
- ∗ Outsiders
- ∗ Give Back My Hometown
- ∗ Cold One
- ∗ Guys Like Me
- ∗ Two Pink Lines
- ∗ His Kind of Money (My Kind of Love
- ∗ Homeboy
- ∗ Chief
- ∗ Drink in My Hand
- ∗ The Only Way I Know
- ∗ Like Jesus Does
- ∗ Caught in the Act
- ∗ That's damn Rock & Roll